# Drymonia rhodoloma
Drymonia rhodoloma är en tvåhjärtbladig växtart som beskrevs av Wiehler. Drymonia rhodoloma ingår i släktet Drymonia och familjen Gesneriaceae. Inga underarter finns listade i Catalogue of Life.